# Fehér isten
A Fehér isten 2014-ben bemutatott thriller, ami a kutyák mint elnyomott kisebbség és a magukat felsőbbrendűnek tartó emberek mint többség hatalma elleni, a világ végét elhozó harcról szól.

## Cselekmény
Új törvények lépnek életbe, miszerint súlyos adót kell fizetni azon ebek után, amelyek nem a törvényben leírt vérvonalból valók.
A tulajdonosok emiatt igyekeznek megszabadulni teherré lett „legjobb barátaiktól”: a sintértelepek hamar megtelnek. Lili minden erejével megpróbálja megvédeni kedvencét, de apja utcára teszi Hagent.
Hagen és gazdája kétségbeesetten keresik egymást, de az idő múlásával Lili elveszti a reményt. Hagent a mindennapok keservei rádöbbentik, hogy közel sem minden ember a kutya legjobb barátja. Kóbor sorstársakkal verődik össze, de egy razzia után a sintértelepen köt ki. A remény legkisebb szikrájával szívükben egy kínálkozó alkalommal megszöknek, és fellázadnak az emberiség ellen. Bosszújuk könyörtelen. A harcot talán már csak egyvalaki tudná megállítani, Lili.

## Szereplők
- Psotta Zsófia – Lili
- Zsótér Sándor – Dániel
- Horvát Lili – Elza
- Thuróczy Szabolcs – öregember
- Monori Lili – Bev
- Gálffi László – zenetanár
- Nagy Ervin – hentes
- Mundruczó Kornél – Afghan
- Ascher Károly – Péter
- Bánki Gergely – gyepmester
- Polgár Tamás – gyepmester
- Bodnár Erika – szomszéd
- Body, Luke – Hagen
- Csepeli Bence – Gyémánt
- Derzsi János – hajléktalan
- Faix Csaba – tv-riporter
- Frajt Edit – rendőrnő
- Gallusz Alexandra – biciklis lány
- Tamási Zoltán – biztonsági őr

## Díjak, jelölések
- 2014-ben a cannes-i fesztiválon az Un certain regard kategória fődíját nyerte.
- Body és Luke (ikrek), akik a filmben Hagent alakították, elnyerték a Kutya Pálma díjat a 2014-es cannes-i fesztiválon
- A filmet Magyarország nevezte a 2015-ös Oscar-díj legjobb idegen nyelvű film kategóriájában, azonban jelölésre nem került.